# Forma de governo
Em ciência política, chama-se forma de governo (ou sistema político) o conjunto de instituições políticas por meio das quais um Estado se organiza a fim de exercer o seu poder sobre a sociedade. 
Tais instituições têm por objetivo regular a disputa pelo poder político e o seu respectivo exercício, inclusive o relacionamento entre aqueles que o detêm (a autoridade) com os demais membros da sociedade (os administrados).
A forma de governo adotada por um Estado não deve ser confundida nem com a forma de estado (Estado unitário, Federação ou Confederação), nem com seu sistema de governo (Parlamentarismo, Presidencialismo ou Semipresidencialismo).
Outra medida de cautela a ser observada ao estudar-se o assunto é ter presente o fato de que é complicado categorizar as formas de governo. Cada sociedade é única em muitos aspectos e funciona segundo estruturas de poder e sociais específicas. Assim, alguns estudiosos afirmam que existem tantas formas de governo quanto há sociedades.

## Formas de governo

Países do mundo de acordo com sua forma de governo em 2011
Repúblicas presidencialistas^{1}
Repúblicas semipresidencialistas^{1}
Repúblicas parlamentaristas^{1}
Estados unipartidários
Monarquias constitucionais parlamentares
Monarquias absolutas
Ditaduras militares
Monarquias constitucionais onde o monarca exerce poder pessoalmente
Repúblicas com um presidente executivo dependente do parlamento
Países que não se encaixam em nenhum dos sistemas políticos acima
----
^{1}Vários Estados constitucionalmente considerados repúblicas multipartidárias são amplamente descritos pela comunidade internacional como países autoritários. Este mapa apresenta apenas a forma de governo de jure e não o grau de democracia de facto.

Tendo em mente a dificuldade em classificar-se as formas de governo, estas são tradicionalmente categorizadas em:
- Monarquia
- República
- Anarquia (ausência de Estado; autogoverno)

Para Aristóteles, reconhecido como fundador do pensamento e da ciência política, as formas de governo são subdivididas em dois grupos, o de "formas puras" e o de "formas desviadas":
Formas puras de Governo (governo para o bem geral):
- Monarquia - Governo de um só
- Aristocracia - Governo de poucos ou dos melhores
- Politeia - Governo do povo

Formas impuras de Governo (governo para o bem individual ou de um grupo):
- Tirania - Governo de um só para o seu interesse ou de um grupo familiar
- Oligarquia - Governo de poucos para seu interesse ou de um grupo social
- Democracia - Governo exercido pela maioria para oprimir a minoria

## Outras formas de exercício do poder
Esta seção combina formas de governo, sistemas de governo e conceitos afins em classificações de acordo com cada tipo. Cada Estado pode adotar elementos de mais de um sistema ao mesmo tempo.
- Autocracia
  - Autoritarismo
    - Fascismo
    - Castrismo
    - Leninismo
    - Maoismo
    - Franquismo

  - Absolutismo
    - Despotismo esclarecido

  - Despotismo
  - Ditadura
    - Ditadura militar
    - Ditadura civil
    - Ditadura do proletariado (tal ditadura não seria, porém, um "estado de exceção", ou o governo de um ditador. Seria apenas o domínio do proletariado sobre a política)

  - Monarquia (uma variante, a monarquia constitucional, não pode ser considerada autocrática)
    - Monarquia absoluta (historicamente, o mesmo que absolutismo)

  - Totalitarismo
    - Nazismo
    - Stalinismo
    - Fascismo Italiano

  - Tirania
- Democracia
  - Democracia direta
    - Demagogia, forma corrompida da Democracia, segundo Aristóteles.[1]

  - Democracia indireta (ou Democracia representativa)
  - Democracia semidireta
  - Democracia orgânica (podendo ser semidireta em alguns países, mas sempre com corporativismo)
    - Corporativismo
    - Parlamentarismo
    - Presidencialismo
    - Semipresidencialismo
    - Semiparlamentarismo

  - Centralismo Democrático
- Aristocracia
  - Oligarquia
  - Cleptocracia
  - Gerontocracia
  - Meritocracia
  - Plutocracia
  - Tecnocracia
  - Unipartidarismo
- Teocracia
  - República islâmica
  - Califado
  - Monarquia Teocrática